# Робинсон, Джон Беверли (анархист)
Джон Беверли Робинсон (англ. John Beverley Robinson, 1853—1923) — американский анархический публицист, издатель, переводчик и архитектор.
Некоторое время был издателем бюллетеня Free Soiler джорджистской American Free Soil Society. Сегодня его относят к индивидуалистической (эгоистической) традиции американского анархизма (хотя вместе с этим он был непротивленец-толстовец и джорджист). Был связан с газетой Liberty Бенджамина Такера.

## Работы
- Egoism (рус. «Эгоизм»)
- The Economics of Liberty (рус. «Экономика свободы») — 1916
- Rebuilding the World: An outline of the principles of anarchism — 1917
- Перевод на английский язык книги П.-Ж. Прудона «Общая идея революции XIX века»